# Nila Koh
Nila Koh (Muntanyes Blaves) és una serralada muntanyosa al Derajat, Panjab (Pakistan), que separen el districte de Dera Ismail Khan del districte de Bannu i culminen en el pic de Shaikh Budin (1.400 msnm), en aquest darrer districte. La serralada és formada per dos grups: La serra de Bhittani que és continuació de les muntanyes Waziri fins a Bannu; i la serra de Shaikh Budin que gira cap al nord-oest cap a l'Indus i atura al riu Kurram a Bannu poc abans de la seva desembocadura. Els principals passos entre Dera Ismail Khan i Bannu són els de Bain i Pezu, a l'oest i a l'est de les muntanyes Bhittani. A Shaik Budin, que és amb diferència la muntanya més alta, hi havia un sanatori.